# Delphine Wespiser
« Wespiser » redirige ici. Pour l'éditrice, voir Sabine Wespieser.
Delphine Wespiser, née le 3 janvier 1992 à Mulhouse, est une reine de beauté,  chroniqueuse et animatrice de télévision française. Elle est également actrice et chanteuse.
Elle est élue Miss Haut-Rhin 2011, Miss Alsace 2011 puis Miss France 2012.

## Biographie
Delphine Wespiser naît le 3 janvier 1992 à Mulhouse, dans le département du Haut-Rhin, d'un père architecte et d'une mère technicienne de laboratoire. Elle a un frère aîné. Résidant à Magstatt-le-Bas, elle effectue sa scolarité en Alsace. En 2010, elle obtient son baccalauréat économique et social au lycée privé Don Bosco à Landser. Delphine poursuit ensuite ses études en intégrant la formation International Business Management à l'IUT de Colmar.
Après avoir conquis le titre de Miss Haut-Rhin 2011 à Lutterbach le 26 mars 2011, elle est élue Miss Alsace 2011 à Kingersheim (Haut-Rhin) le 2 octobre. Le 3 décembre 2011, elle est élue Miss France 2012, à Brest.
Delphine Wespiser est marraine d’associations caritatives comme la Caravane de la vie, association pour le don de sang, et l'Apamad (Association pour le maintien à domicile des personnes âgées),,. Elle défend la cause animale avec le Fonds international pour la protection des animaux (IFAW),. Végétarienne pour cette raison, elle aurait voulu devenir vétérinaire, mais y a renoncé car ses capacités de travail et d'engagement n’étaient pas suffisantes.
Parlant l’alsacien, elle s’engage pour la pratique des langues régionales. Elle parle aussi l’anglais et l’allemand.

## Miss France 2012

### Élection
Delphine Wespiser est élue Miss France 2012 le 3 décembre 2011, à 19 ans, à Brest. Elle succède ainsi à Laury Thilleman, Miss France 2011. Delphine Wespiser est la sixième Miss Alsace élue Miss France. Elle a obtenu 32,3 % des votes du public.
Ses dauphines sont :
- 1re dauphine : Miss Pays de Loire, Mathilde Couly ;
- 2e dauphine : Miss Réunion, Marie Payet ;
- 3e dauphine : Miss Provence, Solène Froment ;
- 4e dauphine : Miss Côte d'Azur, Charlotte Murray ;
- 5e dauphine : Miss Martinique, Charlène Civault ;
- 6e dauphine : Miss Languedoc, Alison Cossenet.

### Concours Miss Monde 2012
Le 18 août 2012, Delphine Wespiser a représenté la France lors de l’élection de Miss Monde 2012 à Ordos dans la Région autonome de Mongolie-intérieure en Chine. Marie Payet, sa deuxième dauphine, a concouru pour le titre de Miss Univers 2012 le 19 décembre 2012 à Las Vegas,.

### Année de Miss France 2012

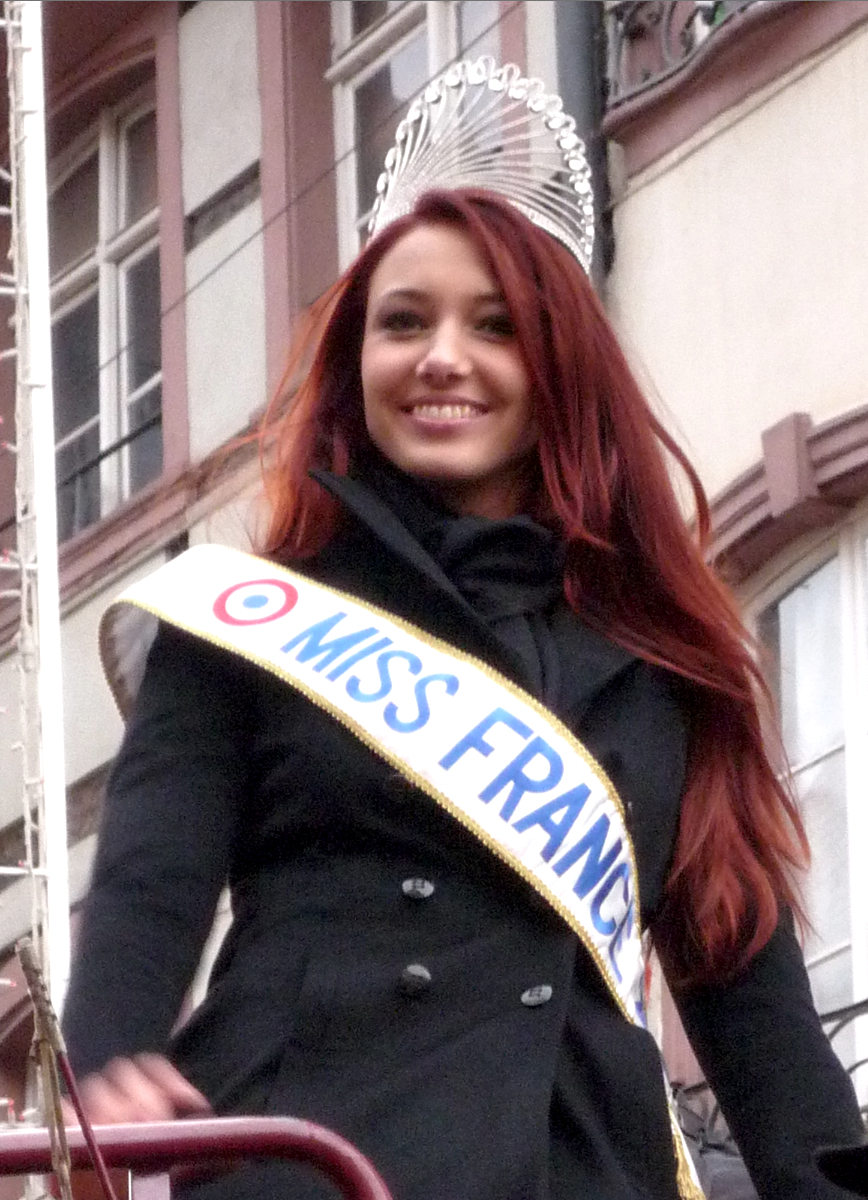
Delphine Wespiser en 2011.

Le 28 janvier 2012, elle remet un prix lors de la XIIIe cérémonie des NRJ Music Awards, retransmise en direct sur TF1 du MIDEM de Cannes.
Pendant son « règne », Delphine Wespiser rencontre Miss Suisse 2011, Alina Buchschacher, Miss Ukraine 2012, et Oleysia Stefanko, 1re dauphine de Miss Univers 2011, ainsi que d’autres personnalités. Sensible à la cause animale, elle lance un appel aux dons pour la « création d'un chenil destiné à prendre en charge les animaux des personnes sans domicile fixe » avec le SAMU social de Paris.
Elle participe aussi à une émission « spéciale Miss France » du jeu télévisé Fort Boyard, réalisée en nocturne et programmée pour Halloween 2012 avec les anciennes Miss France Sylvie Tellier, Corinne Coman, Lætitia Bléger, Laury Thilleman et le journaliste Christophe Beaugrand en faveur de l'IFAW.
En novembre 2012, elle se rend au Kenya à l'invitation de l'ONG de protection animale IFAW.
Elle participe également à l'émission Un dîner presque parfait sur M6 du lundi 19 novembre au vendredi 23 novembre 2012 à Mulhouse. L'émission est rediffusée en décembre 2016, décembre 2019 et en août 2021 sur W9.
Le 8 décembre 2012, elle apparaît à la fin du défilé final de l’élection de Miss France 2013 se déroulant au Zénith de Limoges et retransmise sur TF1. Elle transmet son titre de Miss France à Marine Lorphelin, Miss Bourgogne élue Miss France 2013.

## L'après Miss France

### Télévision
Après avoir  participé comme candidate au jeu Fort Boyard le 31 octobre 2012 sur France 2 lors de son année de Miss France, elle devient l'un des personnages du fort à partir de l'été 2013 en y incarnant la juge Blanche. À partir de 2015, elle joue également le rôle de Rouge, sa sœur jumelle. Ces deux personnages sont par la suite renommés les princesses Blanche et Rouge. En plus, elle coanime en 2020, sous son propre nom, des épreuves de Fort Boyard : toujours plus fort ! (la suite du prime-time). En 2024, lors de l'épisode du 13 juillet, elle interprète Bleue, une sirène qui est la troisième soeur de Rouge et Blanche. 
Elle participe au jeu N'oubliez pas les paroles ! sur France 2, les 2 et 3 janvier 2013. Elle est associée à Thomas Hugues et un candidat anonyme au profit de l'association Emmaüs Solidarité. Elle y joue de nouveau le 26 janvier 2015, face à Dany Brillant. Elle a participé plusieurs fois à Mot de passe sur France 2, comme « maître-mot ».

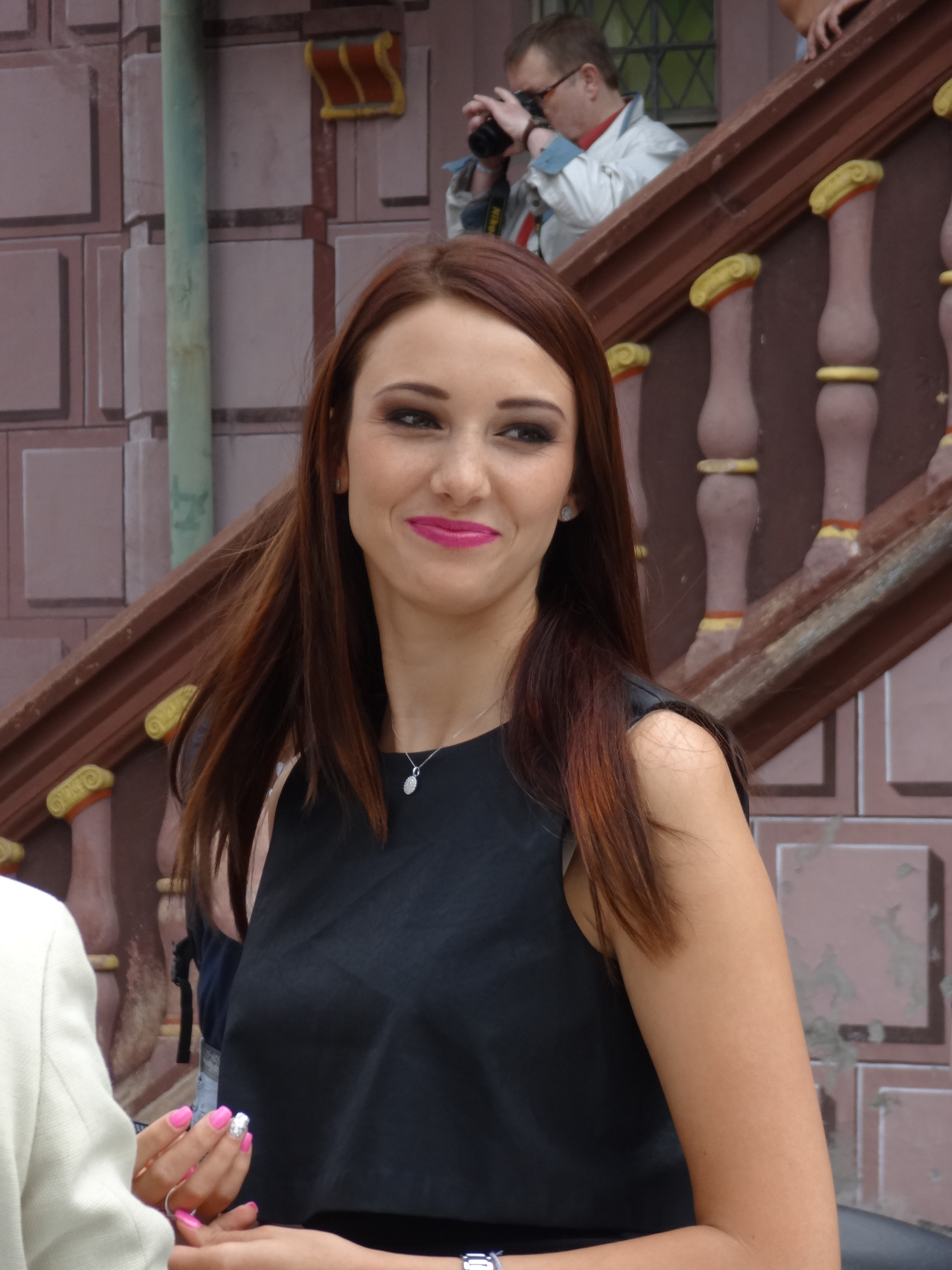
Delphine Wespiser à l'inauguration du Festival automobile de Mulhouse en 2014.

En 2013, Delphine joue le personnage nommé Alyson dans la série Hopla Trio sur la chaîne régionale Alsace20. Elle est également animatrice sur cette même chaîne, où elle présente la chronique Votre Alsace tous les mercredis à 19 h 30, réalisée par Vincent Bessière.
En 2016, elle apparaît dans l'épisode 4 Brouillard en thalasso de la série Capitaine Marleau, dans le rôle de la réceptionniste de l'hôtel.
Du 10 au 14 avril 2017, elle est de nouveau candidate à Un dîner presque parfait se déroulant cette fois-ci à Strasbourg et diffusé sur W9. L'animateur Jérôme Anthony fait partie des concurrents.
À compter du  3 septembre 2018, elle est chroniqueuse dans l'émission Touche pas à mon poste ! sur C8. Le 2 septembre 2019, elle annonce son départ de l'émission. Elle y revient finalement, un an plus tard, en novembre 2020. 
En 2018 et 2019, elle participe aussi comme candidate au jeu Drôlement bêtes : les animaux en questions présenté par Alex Goude sur France 4.
En 2020, elle co-présente Les petits Magiciens sur France 4 avec Sylvain Mirouf.
Le 19 décembre 2020, lors de l'élection de Miss France 2021 se déroulant au Puy du Fou et retransmise en direct sur TF1, elle participe au défilé des anciennes Miss France, puis interroge l'une des cinq Miss finalistes.
Le 18 novembre 2021, elle présente avec Benjamin Castaldi et Bernard Montiel l'émission Waf waf wouf wouf sur C8.
Le 30 juin 2022, elle anime sur C8 une nouvelle émission célébrant l'amour intitulée Viens on s'aime.
Durant l'été 2022, elle participe à la première saison de l'émission Les Traîtres sur M6.
De 2022 à 2023, elle présente tous les vendredis Le 6 à 7 ouvert à tous sur C8[réf. nécessaire].
En 2023, elle présente l'émission de téléréalité Love Island, tout d'abord diffusée en deuxième partie de soirée sur M6 le 24 avril, puis en access prime-time sur W9 du 25 avril jusqu'au 30 juin. 
La même année, elle participe, pour la chaîne C8 à l'émission de télé-réalité, Bienvenue au monastère, filmée au sein du couvent Saint-Dominique de Corbara en Corse, présentée par Alessandra Martines et diffusée début 2024. Elle fait partie des 6 personnalités « people » avec Fabienne Carat, Clara Morgane, Simon Castaldi, Paul El Kharrat et Jean-Marc Généreux, entourées par deux « coachs spirituels », sœur Catherine Thiercelin (communauté des Béatitudes) et frère Baudouin Ardillier (communauté Saint-Jean).

### Opposition à la vaccination
Les 5 et 6 janvier 2022 pendant l'émission Touche pas à mon poste !, à propos du vaccin contre la Covid-19, elle se déclare publiquement contre la vaccination des enfants,. Elle affirme qu'à la suite de la campagne de vaccination, il y aurait eu des morts et traite le médecin pro-vaccination, Laurent Alexandre, qui soutient le contraire, de « menteur ». Au cours du débat, elle confirme s'être fait vacciner « totalement à contrecœur » afin de pouvoir voyager,,,.

### Politique
En 2014, elle est candidate aux élections municipales à Magstatt-le-Bas sur la liste du maire sortant sans étiquette. Le 23 mars, la liste obtient 51,55 % des voix et remporte donc le scrutin dès le premier tour ; Delphine Wespiser devient alors l'une des onze conseillers municipaux de sa commune. Elle ne se représente pas aux élections municipales de 2020.
Le 13 avril 2022 sur le plateau de Touche pas à mon poste !, elle réaffiche[évasif] son hostilité envers Emmanuel Macron et estime, en sous-entendant Marine Le Pen, « Ça me plairait bien d'avoir une présidente, j'aimerais bien une maman des Français, qui rassemble, qui protège, avec une sensibilité de femme. On sait très bien que les hommes parlent beaucoup ». Delphine Wespiser affirme que Marine Le Pen a « une forme de bienveillance ». Dans un article sur la banalisation des idées d'extrême droite en France, le journal Le Monde revient sur cet épisode en notant que l'ex-miss France n'a pas été inquiétée pour ses propos alors qu'« il y a quelque temps, une telle sortie aurait été synonyme de radiation du PAF ». Le 1er février 2024, elle déclare sur Sud Radio : « J'adore Jordan Bardella. Je le trouve très intelligent, je le trouve brillant. Je pense qu'il a un avenir présidentiel ».

### Musique
Delphine Wespiser se lance dans la musique en 2015, en sortant son premier titre, Plus proches qu'avant,.

### Écriture
En 2021, Delphine Wespiser sort son premier livre aux éditions First : Devenir pleinement et sereinement soi.

## Synthèse des émissions

### Télévision

#### Participante
- 2011 : Élection de Miss France 2012 sur TF1 : candidate, élue Miss France
- 2012 : Un dîner presque parfait (à Mulhouse) sur M6 : gagnante
- 2012 : Fort Boyard sur France 2 : candidate
- 2012 : Tout le monde aime la France sur TF1
- Depuis 2013 : Fort Boyard sur France 2 : personnages de Blanche, Rouge et Bleue
- 2015 : Les people passent le bac sur NRJ12 : candidate
- 2015 : À prendre ou à laisser, spécial Miss France sur D8
- 2016 : Pop Show sur France 2 : candidate
- 2017 : Un dîner presque parfait (en Alsace) sur W9 : candidate
- 2018 -2019 : Drôlement bêtes : les animaux en questions sur France 4
- 2018-2019 et 2020-2023 : Touche pas à mon poste ! sur  C8 : chroniqueuse
- 2019 : Tout le monde joue sur France 2
- 2021 : Mon maître est une célébrité sur C8 : participante
- 2021 : Miss France 2022 sur TF1 : jurée
- 2022 : Les Traîtres sur M6 : candidate
- 2024 : Bienvenue au monastère sur C8 : participante
- 2024 : Les Traîtres, révélations sur la suite… animée par Juju Fitcats sur M6 : chroniqueuse
- 2025 : The Island : l’île du bagne sur M6 : candidate

#### Animatrice
- 2013-2020 : Votre Alsace sur Alsace 20
- 2020 : Fort Boyard : toujours plus fort ! sur France 2 avec Olivier Minne
- 2020 : Les Petits magiciens sur France 4 avec Sylvain Mirouf
- 2021 : Waf waf wouf wouf sur C8 avec Benjamin Castaldi et Bernard Montiel
- 2022 : Viens on s'aime sur C8
- 2022-2023 : Le 6 à 7 ouvert à tous sur C8
- 2023 : Love Island sur M6 puis W9
- 2023 : Les Cinquante sur W9 (uniquement la finale)
- Depuis 2024 : L'île de la tentation sur W9

### Radio
- Depuis 2022 : En toute sérénité sur Nutri Radio[47][source insuffisante]

## Vie privée
À partir de 2015, Delphine Wespiser est en couple avec Roger Erhart (de 26 ans son aîné). Elle annonce en septembre 2022 leur séparation.

## Concours de beauté
- Miss Haut-Rhin 2011, élue le 26 mars 2011 à Lutterbach.
- Miss Alsace 2011, élue le 2 octobre 2011 à Kingersheim.
- Miss France 2012, élue le 3 décembre 2011 à Brest.
- Participante à Miss Monde 2012, le 18 août 2012 à Ordos, en Chine.

## Discographie

### Singles
- 2015 : Plus proches qu'avant